# Parafia bł. Jolenty w Gnieźnie
Parafia bł. Jolenty w Gnieźnie – rzymskokatolicka parafia znajdująca się w dekanacie Gniezno II w archidiecezji gnieźnieńskiej.

## Historia
Parafia została erygowana przez kard. Stefana Wyszyńskiego 1 lipca 1981. Mieści się we wschodniej części miasta, na jego obrzeżach. W ciągu pierwszych dwóch miesięcy powstała tymczasowa kaplica. 20 czerwca 1983 korzystając z pobytu papieża Jana Pawła II w Poznaniu delegacja parafian udała się na spotkanie z Ojcem Świętym zabierając ze sobą kamień węgielny i poprosiła papieża o błogosławieństwo. Aktu wmurowania kamienia węgielnego dokonał 24 listopada 1983 prymas Polski – kard. Józef Glemp. W 1990 oddano do użytku plebanię, w 1997 dokonano uroczystego przeniesienia Najświętszego Sakramentu z tymczasowej kaplicy do kościoła. 15 czerwca 1998 ks. abp Henryk Muszyński dokonał poświęcenia kaplicy Matki Boskiej Fatimskiej. W 1999 bp Bogdan Wojtuś poświęcił obraz patronki kościoła, tabernakulum, obraz, kaplicę Miłosierdzia Bożego oraz krzyż misyjny, natomiast w 2000 Drogę Krzyżową. Uroczysta konsekracja kościoła miała miejsce 15 czerwca 2000 przez abp. Henryka Muszyńskiego.

## Zasięg parafii
Obejmuje zasięgiem dzielnicę Gniezna Arkuszewo oraz wschodnią część dzielnicy Konikowo.

## Proboszczowie
- ks. kan. Ryszard Balik (1981–2018)
- ks. Sławomir Rachwalski (od 2018)

## Kościół
Kościół jest zbudowany w nowoczesnym stylu w latach 1983–2000. Zaprojektowany przez Izabelę Klimaszewską. Swoim kształtem przypomina rotundę. Posadzka i prezbiterium tej świątyni są wyłożone marmurem. Może pomieścić 500 osób.